# Белая (приток Камы)
Бе́лая (Агиде́ль; баш. МФА: Ағиҙело файле, тат. Агыйдел, удм. Тӧдьы Кам) — река на Южном Урале и в Предуралье; левый и самый крупный приток Камы. Протекает по территории Башкортостана и по его границе с Татарстаном (в нижнем течении), а также по границе Татарстана с Удмуртией (вблизи устья). Длина реки — 1430 км, площадь водосборного бассейна — 142 000 км², самая крупная река в Башкортостане.

## История и этимология
Одно из названий нижнего течения Волги в древности — Идель (баш. Иҙел, каз. Еділ). За верхнее течение этой реки принимались русла Камы и Белой. По одной из версий, река Идель начиналась у слияния рек Ак-Идели и Кара-Идели. Следовательно, река Агидель считалась текущей только до современной Уфы. Форма Идель сохранилась в башкирском фольклоре и разговорной речи.
В XVI—XVII веках в русской исторической и географической литературе зафиксирована форма Белая Воложка. В частности, подобная форма зафиксирована в «Книге Большому чертежу» 1627 года.
Русское название Белая аналогично башкирскому Ағиҙел — белая река, что восходит к тюркскому ак — белая и древне-тюркскому идель — вода, река. Таким образом, как бы противопоставляются две реки этой местности, Белая-Агизель — белая река и Уфа — Караидель (баш. Ҡариҙел), что значит «чёрная река», что, возможно, связано с цветовой ориентировкой сторон света, река Белая течёт с юга, а Уфа — с севера.

## География

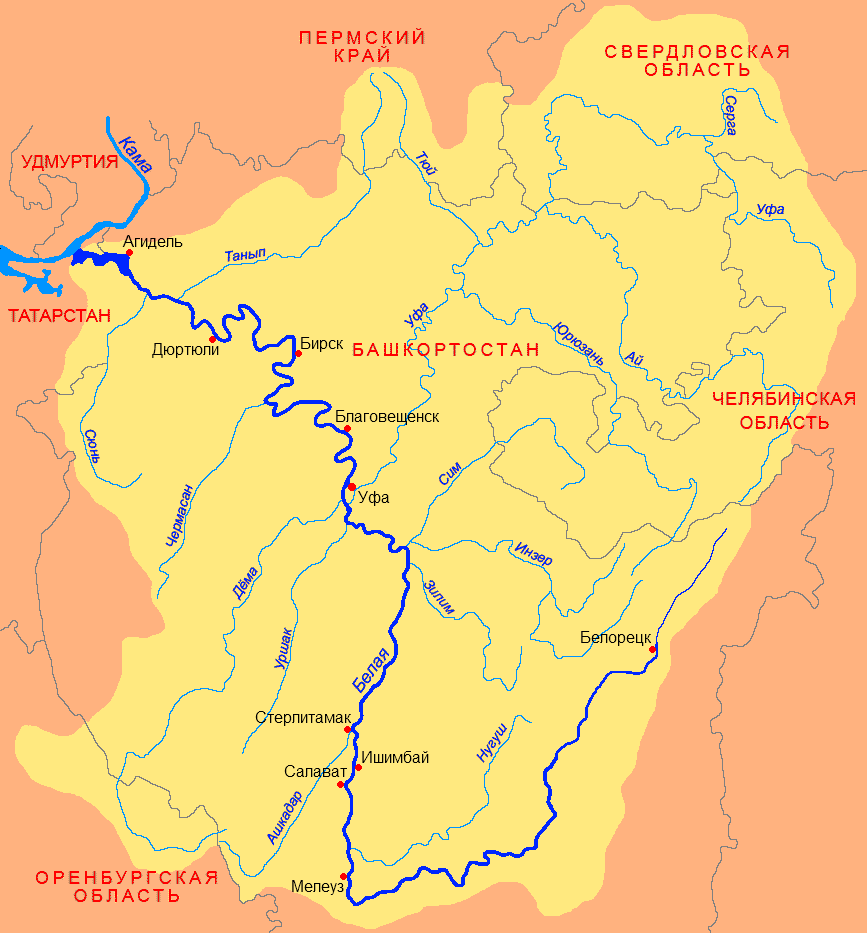
Бассейн реки Белой

Берёт начало к востоку от горы Иремель (у восточного подножия хребта Аваляк, в четырёх километрах от деревни Новохусаиново в Учалинском районе Башкортостана). В верхней части течёт в низких заболоченных берегах. Ниже посёлка Тирлянский долина резко сужается, на отдельных участках склоны её круты, обрывисты, покрыты лесом. Ниже впадения правого притока — реки Нугуш, долина с выходом на равнину постепенно расширяется. После слияния с Уфой Белая представляет собой типично равнинную реку.
Протекая по обширной пойме, изобилующей старицами, река образует много излучин и разбивается на рукава. Правый берег обычно более возвышен, чем левый. Питание главным образом снеговое. Средний годовой расход воды у Бирска 858 м³/с (в устье 950 м³/с). Замерзает обычно в середине ноября, вскрывается — в середине апреля. Впадает в Каму в 177 км от её устья.
Около 60 % годового стока проходит во время весеннего половодья (в среднем 75 дней). Средняя дата начала половодья: 10 апреля, окончания: 23 июля. Во время половодья мутность достигает 900 мг/л (в остальное время около 50 мг/л).
Притоки длиной более 100 км: Ашкадар, База, Бирь, Быстрый Танып, Дёма, Зилим, Кармасан, Куганак, Нугуш, Сим, Сюнь, Узян, Уршак, Уфа, Чермасан.

## Флора и фауна

### Флора
Берега Белой в основном заняты степными природными сообществами, леса (по большей части широколиственные) встречаются лишь местами. В среднем течении берега реки в основном покрыты тополями, ивами, шиповником. По берегам реки в больших количествах растёт ежевика.

### Фауна
Бобер, кряква, речной окунь, плотва обыкновенная, щука, голавль, уклейка, сом, налим, ёрш, лещ, густера, стерлядь, пескарь, судак, форель (в верховьях), жерех, язь, хариус, таймень (практически не осталось), елец, чехонь, подуст, синец, краснопёрка, глазач, ротан, серебряный карась, бычок, пиявка.

## Притоки
(км от устья; указаны длины рек более 100 км)
- 68 км: Кунь (пр)
- 77 км: Ашаеш (пр)
- 83 км: Сюнь (лв) (дл. 209 км)
- 85 км: Миниште (лв)
- 101 км: Гнилой Танып (пр)
- 110 км: База (лв) (дл. 123 км)
- 115 км: Быстрый Танып (пр) (дл. 345 км)
- 144 км: Куваш (лв)
- 178 км: Евбаза (лв)
- 260 км: Тасымдо (пр)
- 262 км: Бирь (пр) (дл. 128 км)
- 292 км: Талбаза (лв)
- 308 км: Юланда (пр)
- 332 км: Чермасан (лв) (дл. 186 км)
- 342 км: Кудышла (лв)
- 387 км: Кармасан (лв)
- 408 км: Семёновка (пр)
- 416 км: Потеха (пр)
- 420 км: Ерик (лв)
- 475 км: Дёма (лв) (дл. 535 км)
- 487 км: Уфа (пр) (дл. 918 км)
- 502 км: Берсианка (лв)
- 504 км: Уршак (лв) (дл. 193 км)
- 553 км: Карламан (лв)
- 561 км: Сим (пр) (дл. 239 км)
- 585 км: Зилим (пр)
- 635 км: Бурлы
- 669 км: Усолка (пр)
- 693 км: Зиган (пр)
- 700 км: Куганак (лв) (дл. 102 км)
- 732 км: Селеук (пр)
- 743 км: Ашкадар (лв) (дл. 165 км)
- 771 км: Тайрук (пр)
- 837 км: Нугуш (пр) (дл. 235 км)
- 856 км: Мелеуз (лв)
- 868 км: Бальза (лв)
- 883 км: Кривля (лв)
- 904 км: Меню (лв)
- 922 км: Узя (приток Белой)Узя (лв)
- 923 км: Иртюбяк (лв)
- 963 км: Акаваз (лв)
- 991 км: Мелеуз (лв)
- 994 км: Батран (лв)
- 1011 км: Кизыляр (пр)
- 1016 км: Вашиш (пр)
- 1026 км: Иргизла (лв)
- 1041 км: Шульган (пр)
- 1046 км: Ямашла (пр)
- 1048 км: Тютюлена (лв)
- 1052 км: Таравал (лв)
- 1060 км: Курыгас (пр)
- 1065 км: Кана (лв)
- 1067 км: Большой Майгашты (пр)
- 1092 км: Алакуян (пр)
- 1098 км: Южный Узян (лв)
- 1107 км: Бугунды (пр)
- 1129 км: Кургашлы (пр)
- 1134 км: Кальтягау (пр)
- 1135 км: Большой Апшак (лв)
- 1158 км: Кардык (пр)
- 1159 км: Терга (пр)
- 1167 км: Ашкарка 2-я (лв)
- 1175 км: Большой Авзян (пр)
- 1180 км: Ашкарка (пр)
- 1187 км: Ирля (пр)
- 1188 км: Кага (лв)
- 1212 км: Чёрная (лв)
- 1218 км: Кухтур (пр)
- 1238 км: Узян (лв)
- 1256 км: Большой Евлук (пр)
- 1269 км: Большая Саргая (лв)
- 1271 км: Наяза (пр)
- 1274 км: Яндык (пр)
- 1277 км: Кадыш (пр)
- 1281 км: Буганак (пр)
- 1283 км: Рязь (лв)
- 1288 км: Арвяк (лв)
- 1300 км: Ятва (лв)
- 1312 км: Укшук (лв)
- 1317 км: Нура (пр)
- 1318 км: Мата (лв)
- 1356 км: Верхняя Мата (лв)
- 1363 км: Тирлян (пр)
- 1367 км: Вишнёвый Дол (лв)
- 1379 км: Городской Ключ (лв)
- 1379 км: Малый Кульбакский (лв)
- 1387 км: Чёрный (пр)
- 1395 км: Большой Авняр (пр)
- 1396 км: Городской (лв)
- 1401 км: Иткулкин Ключ (руч. Улу-Байнас) (лв)

## Хозяйственное использование

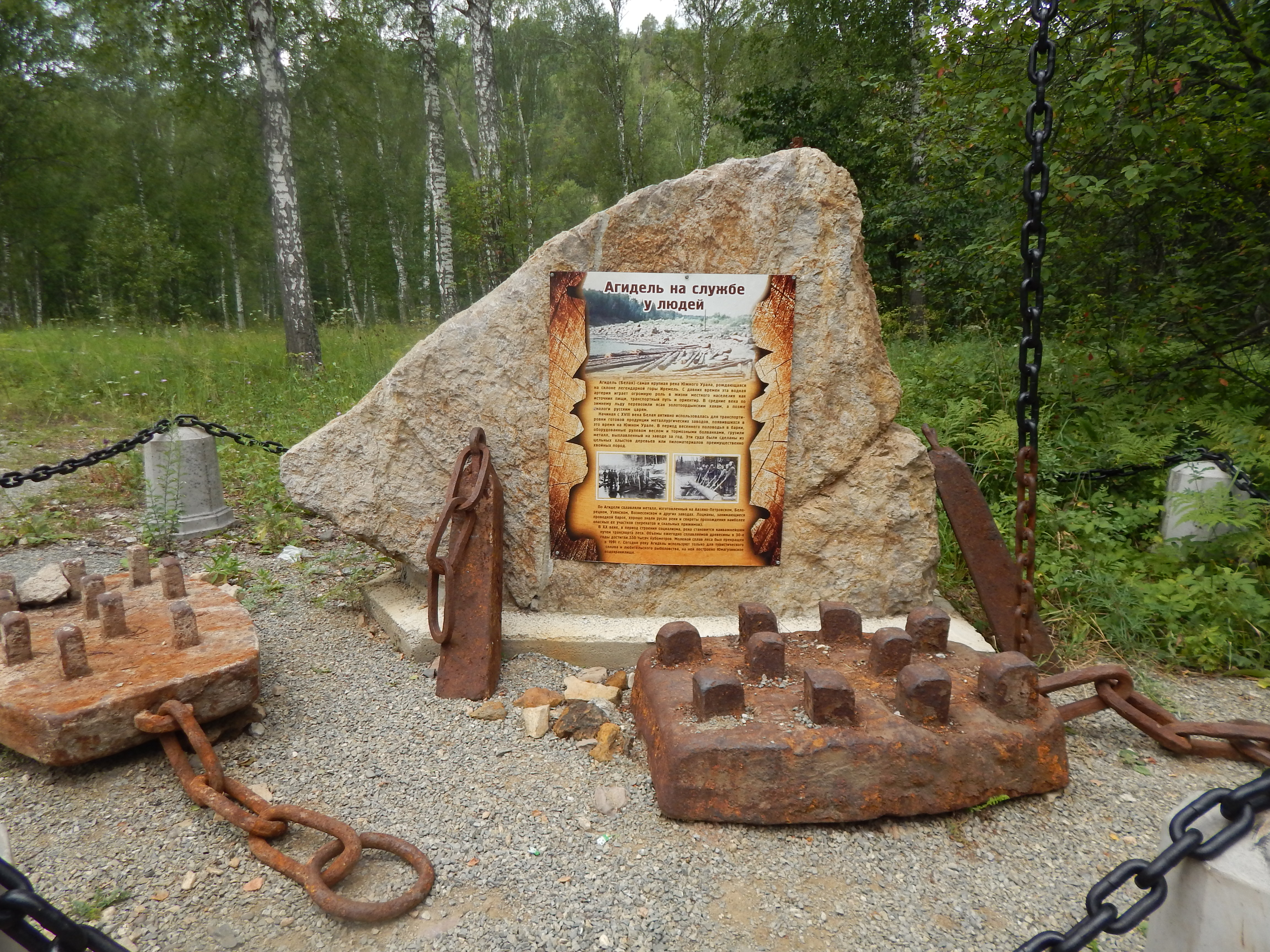
Остатки барок для молевого сплава леса

Важная водная магистраль Башкортостана. Река доступна для судоходства от Табынского (656 км). Регулярное сообщение осуществляется от Уфы. Белая является составной частью водного пути Москва — Уфа, по которому организованы туристические рейсы.
Планируется строительство каскада из трёх гидроузлов: в 2003 году построено первое Юмагузинское водохранилище, в 2005 году пущен последний агрегат Юмагузинской ГЭС. В последние годы река сильно мелеет в результате строительства этого водохранилища.
Вода из реки широко используется для полива огородов, а в качестве питьевой используется редко. Использование для промышленных производств («Газпром нефтехим Салават» и др.) ограничено, предприятия переходят на замкнутые циклы водопользования.
В ближайшее время планируется изменить русло и углубить 23-километровый участок реки от деревни Груздевка Илишевского района Башкортостана до деревни Азякуль Актанышского района Татарстана. Этот крупный инфраструктурный проект уже профинансирован на 25 млн руб. распоряжением исполняющего обязанности Главы Республики Башкортостан Радия Хабирова. Цель работ — получить возможность по этой водно-транспортной магистрали экспортировать в Турцию и Иран зерно судами класса «река-море».

### Мосты
Через реку перекинуты многочисленные мосты, крупнейшими из которых являются четыре автомобильных и один железнодорожный мосты в Уфе.

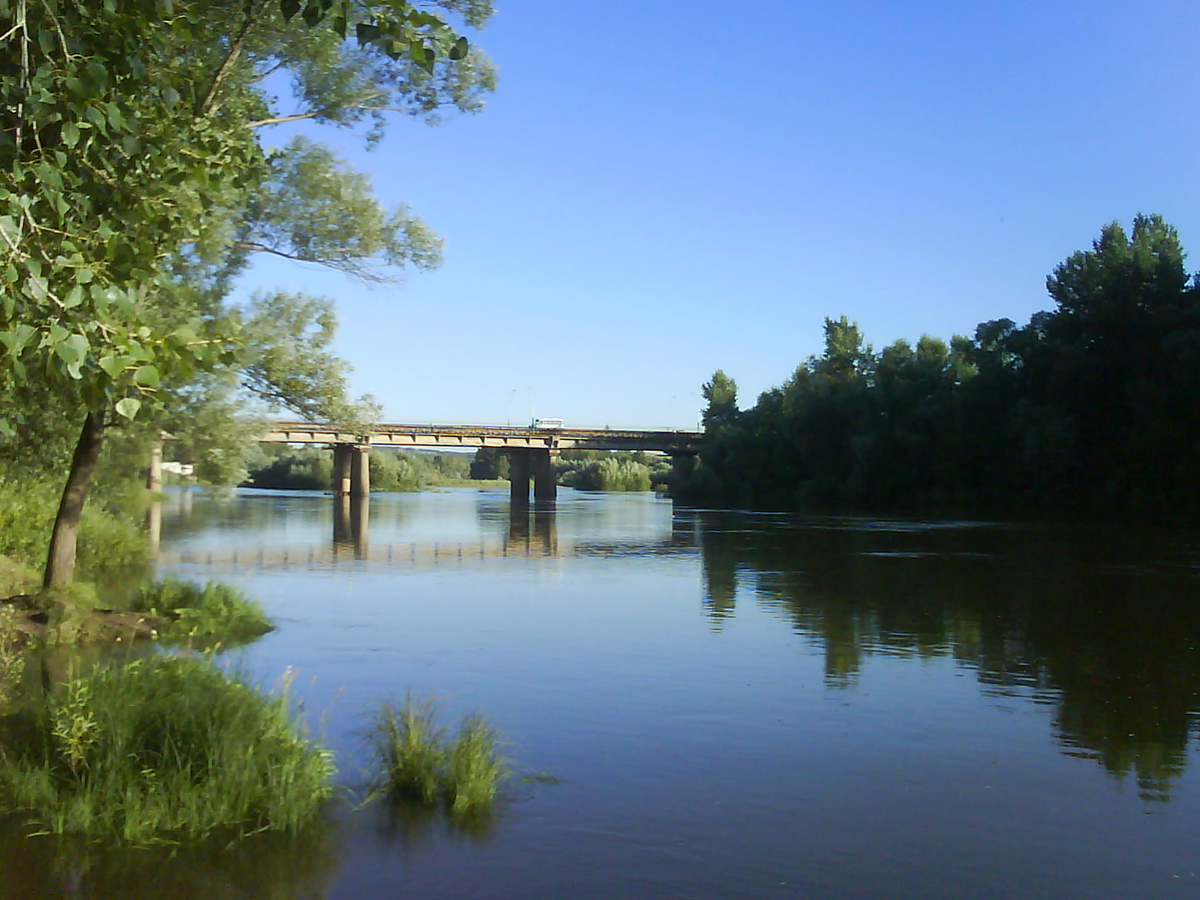
Мост в городе Ишимбае
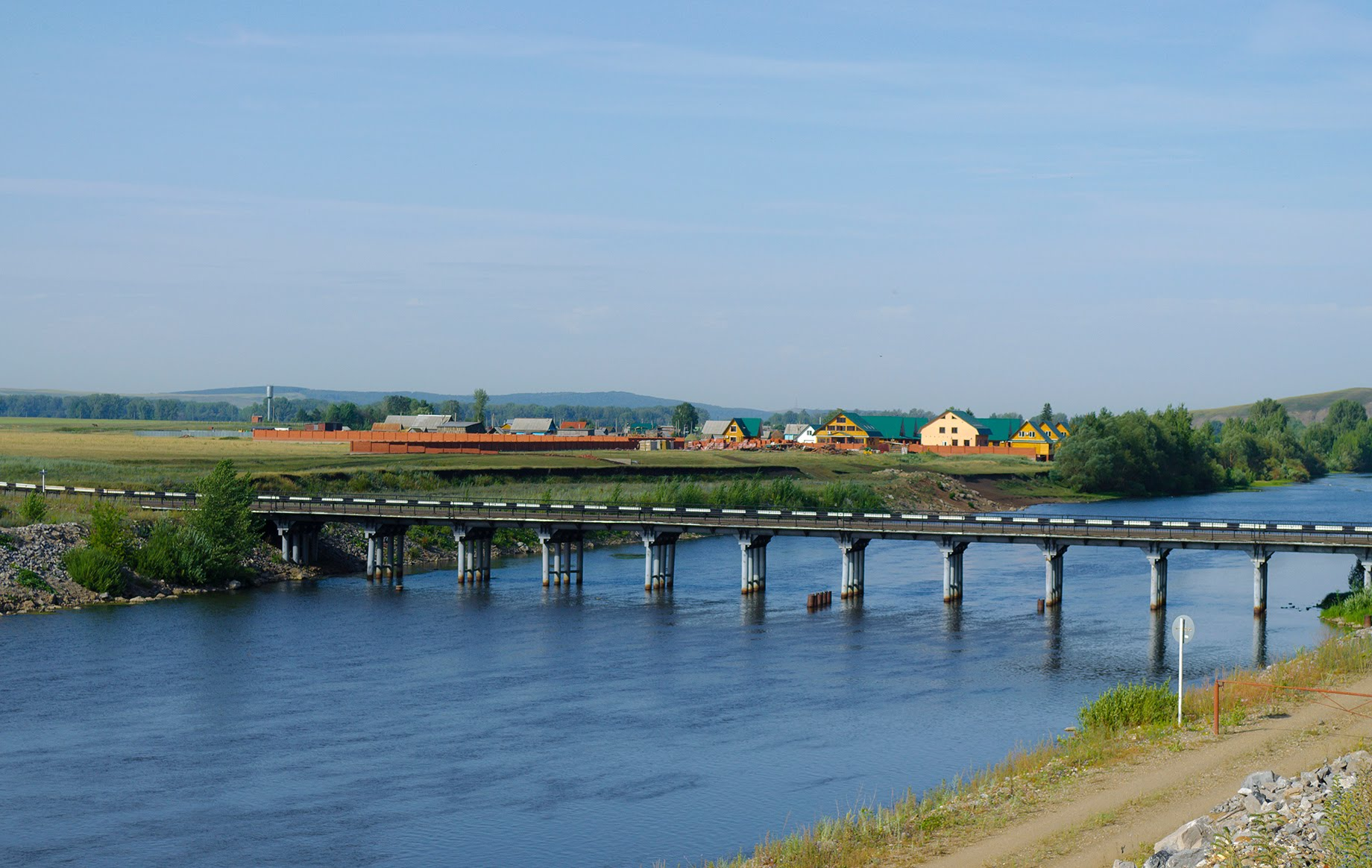
Автомобильный мост
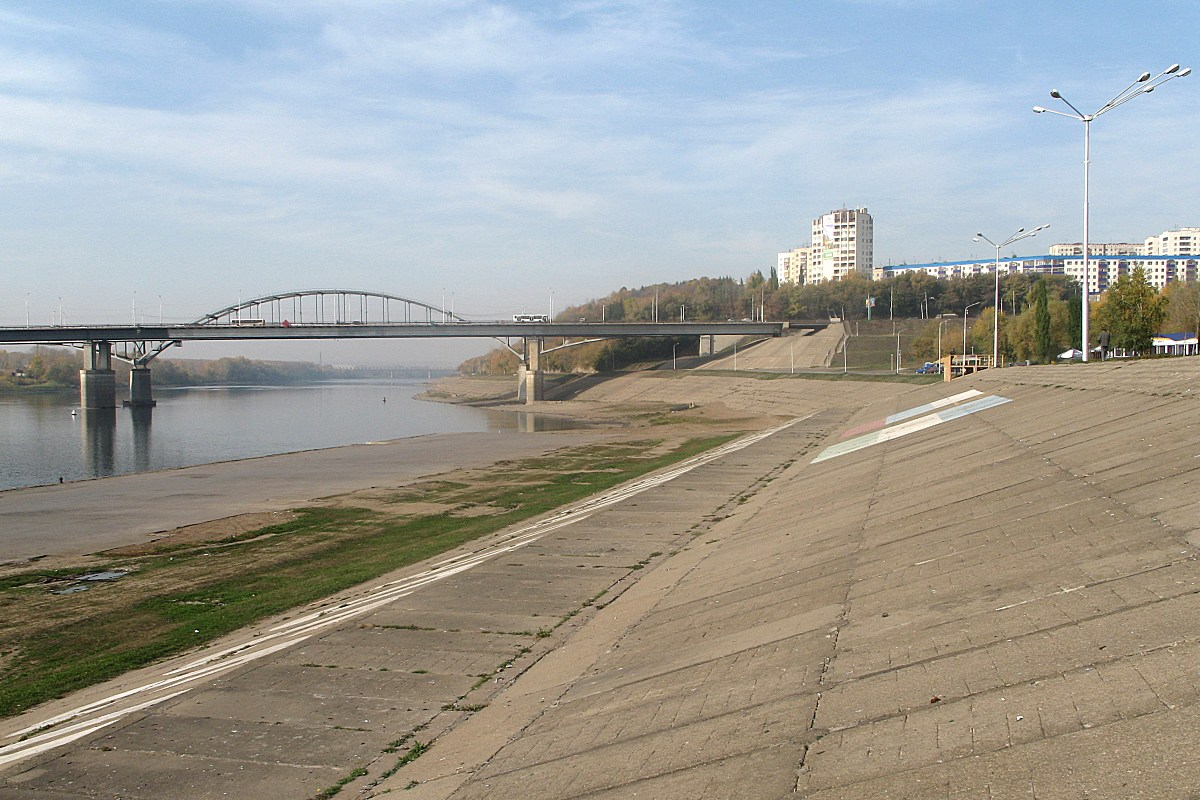
Автомобильные мосты 1956 и 1992 годов
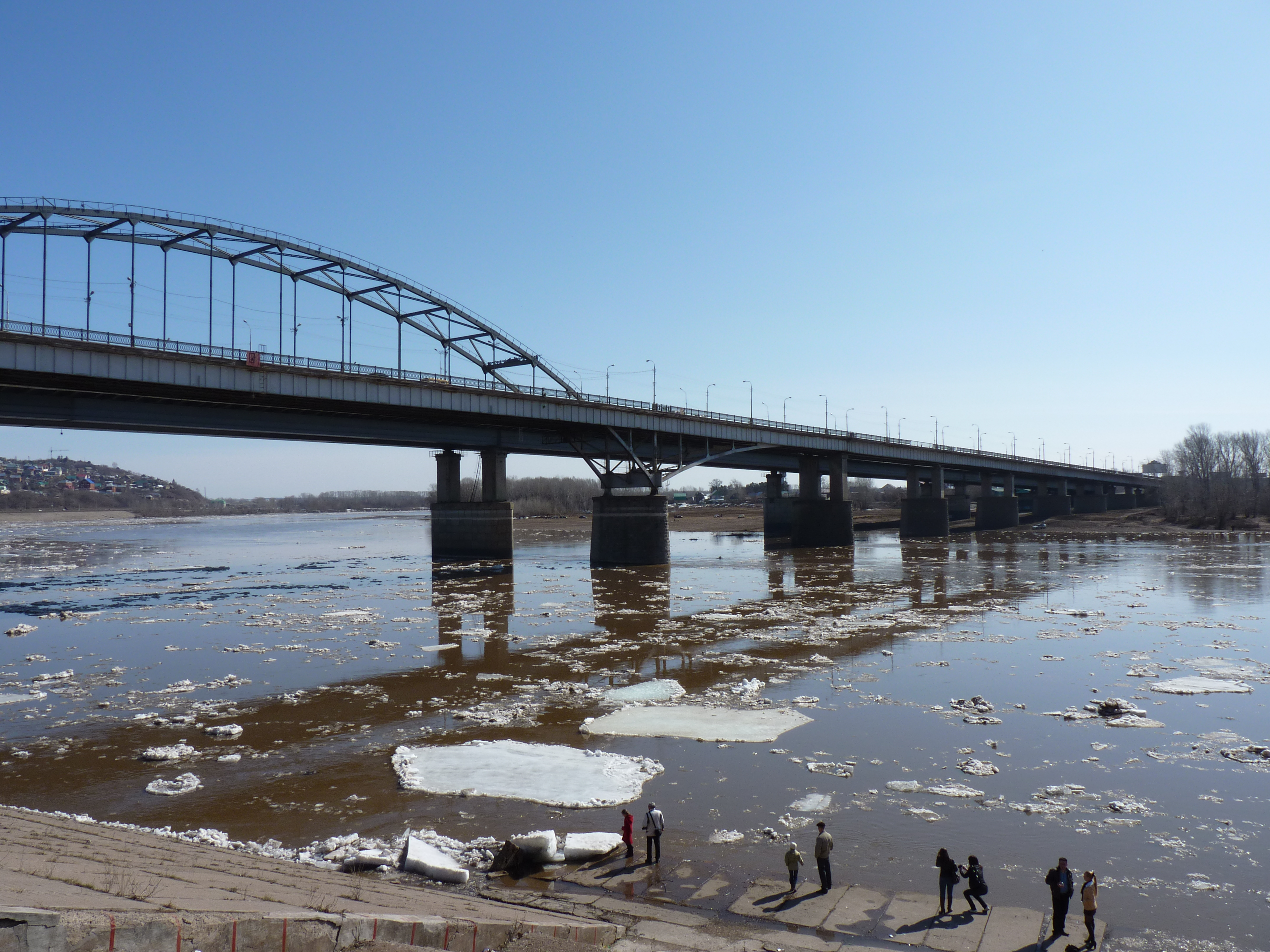
Автомобильные мосты 1956 и 1992 годов
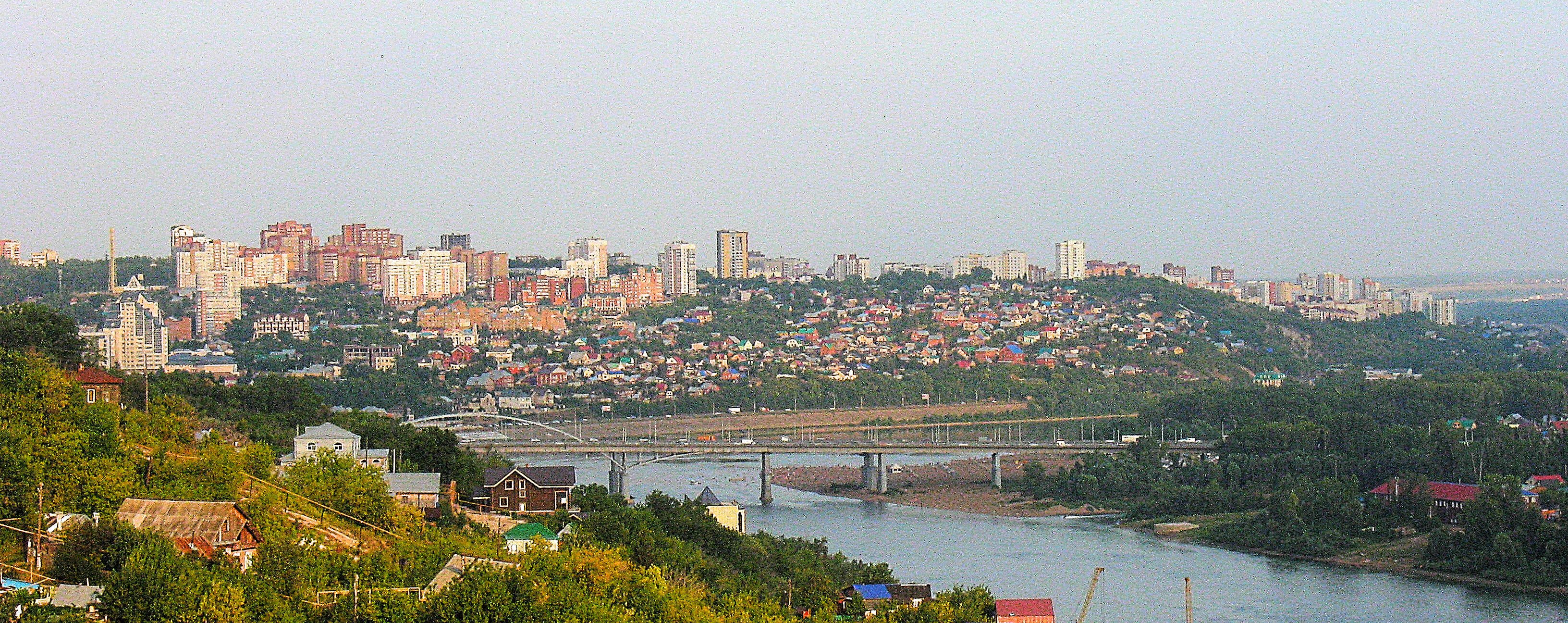
Автомобильные мосты 1956 и 1992 годов
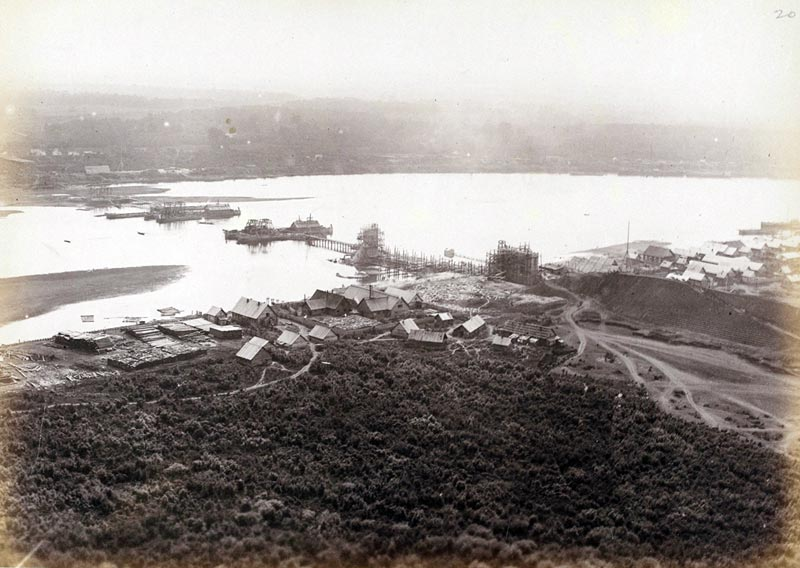
Строительство первого Уфимского железнодорожного моста (1886—1888 годы)
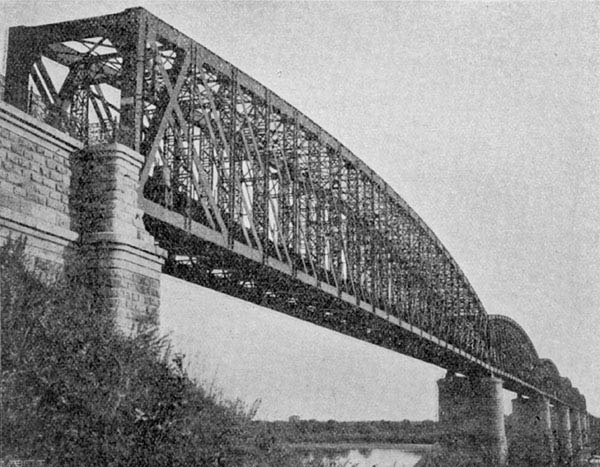
Уфимский железнодорожный мост 1886 года
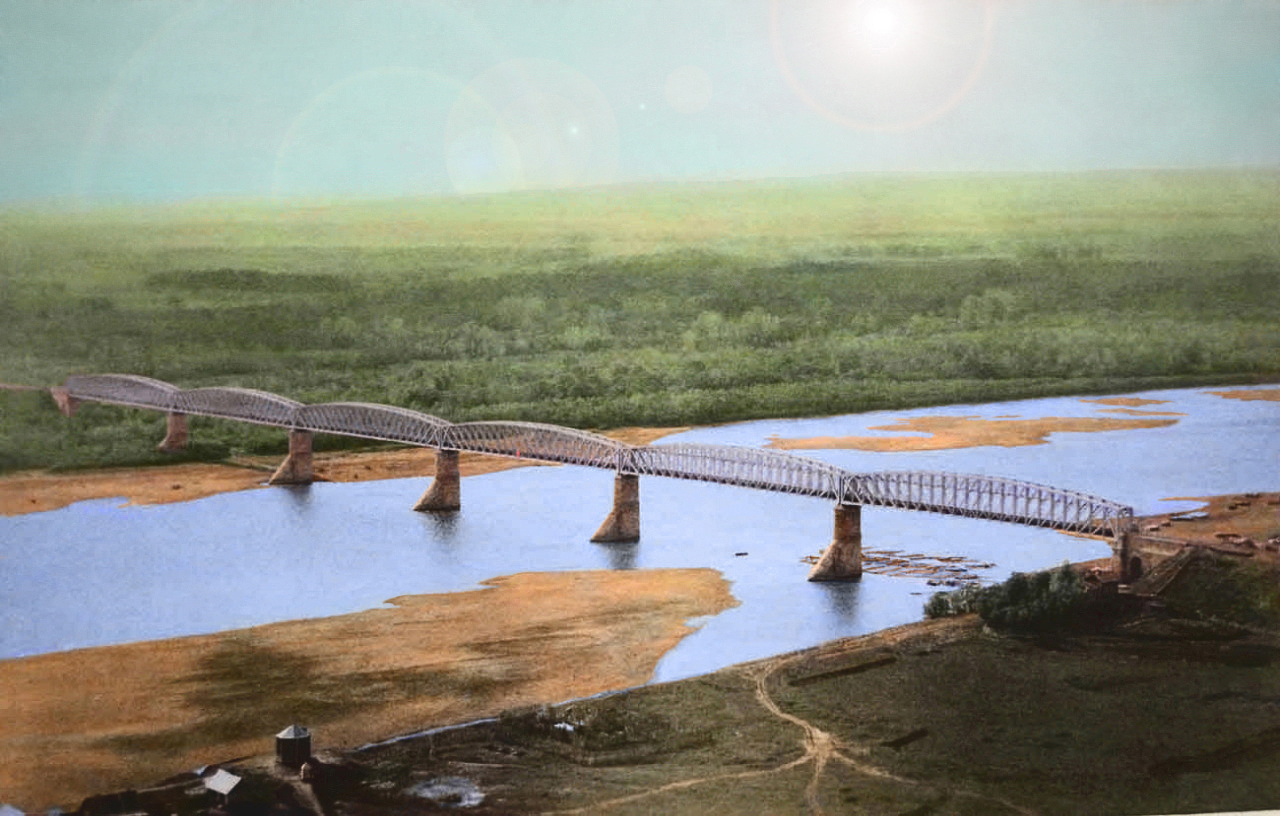
Уфимский железнодорожный мост 1886 года
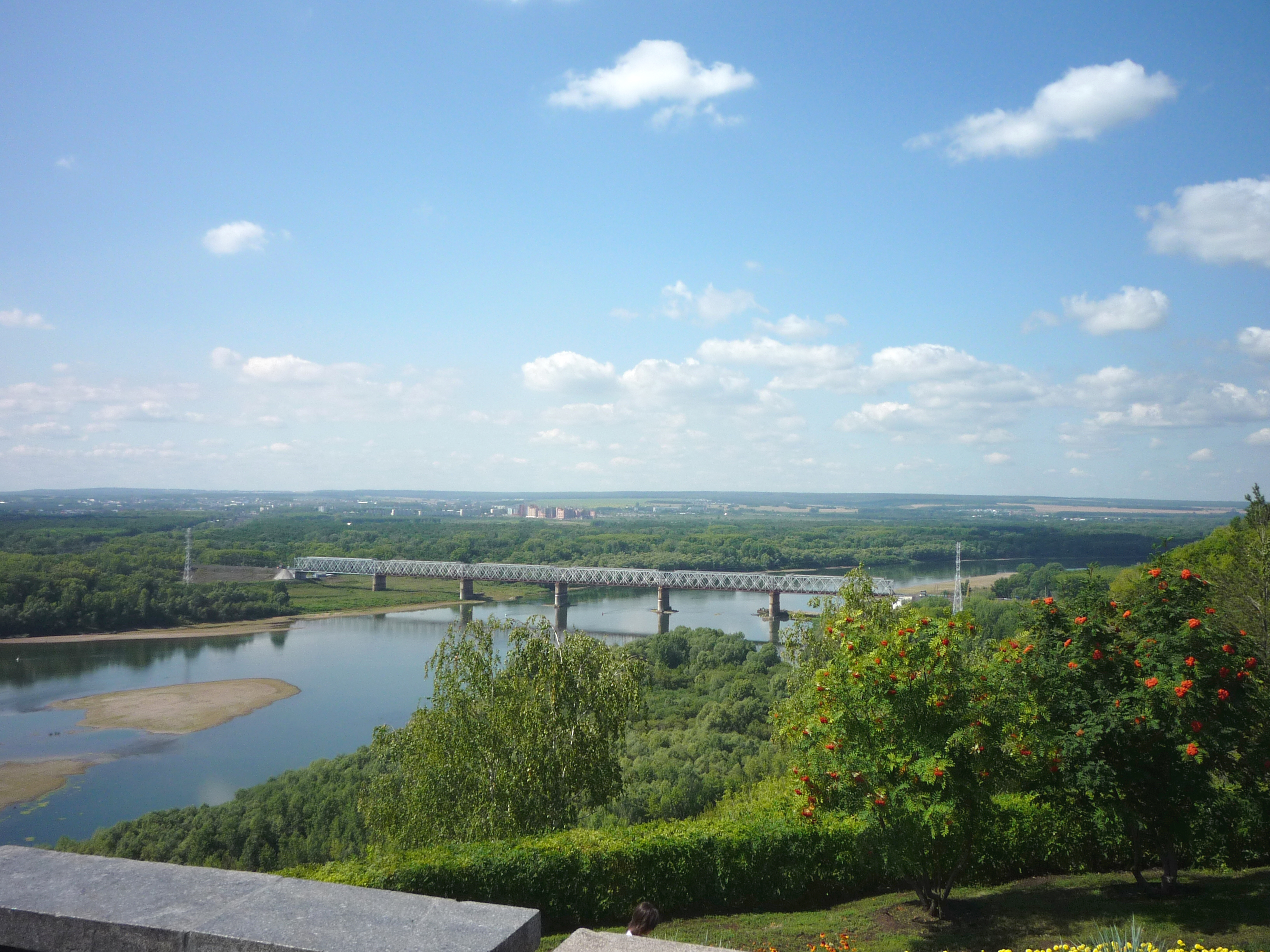
Уфимский железнодорожный мост на сегодняшний день (реконструирован в 1991—2001 годах)

### Административные границы
Река Белая (включая затопленную устьевую часть) протекает по территории или по границе следующих районов:
- районы Башкортостана — Архангельский, Аургазинский, Белорецкий, Бирский, Благовещенский, Бураевский, Бурзянский, Гафурийский, Дюртюлинский, Иглинский, Илишевский, Ишимбайский, Кармаскалинский, Краснокамский, Кугарчинский, Кушнаренковский, Куюргазинский, Мелеузовский, Стерлитамакский, Уфимский, Учалинский, гор. округ Агидель, гор. округ Кумертау, гор. округ Салават, гор. округ Стерлитамак, гор. округ Уфа;
- Актанышский район Татарстана;
- Каракулинский район Удмуртии.

### Населённые пункты
Города на Белой (от истока): Белорецк, Мелеуз, Салават, Ишимбай, Стерлитамак, Уфа, Благовещенск, Бирск, Дюртюли, Агидель.

## В культуре
Облака проходят бело-белые,
Но белей, чем эти облака,
Агидель, или по-русски Белая, —
Светлая, как девушка река.
Белая река, капли о былом, ах, река-рука, поведи крылом.
Виды реки представлены в картинах художников А. Э. Тюлькина «На родине Нестерова», «Труниловка», «Ледоход» и др., Б. Ф. Домашникова «Утро на Белой», «На реке Белой».
Река воспета в стихах поэтов А. Филиппова, С. Кулибая и в песне группы ДДТ «Агидель (Белая река)».

### На дореволюционных открытках

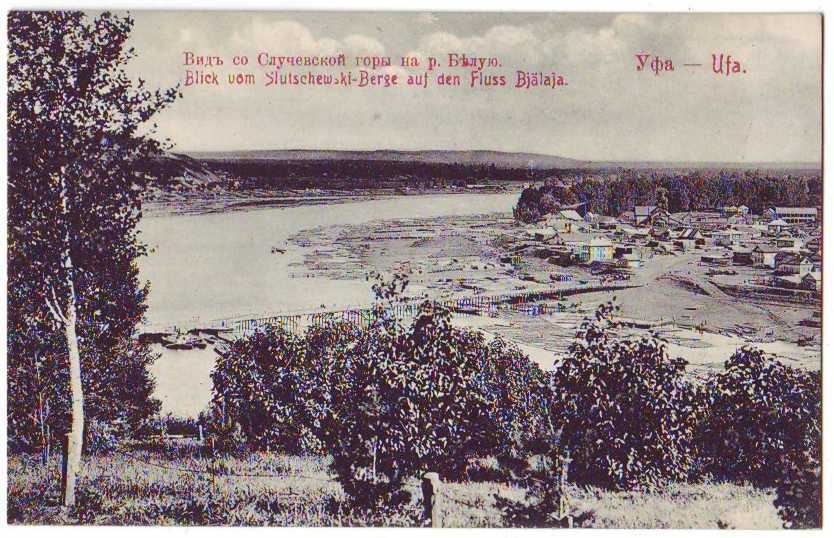
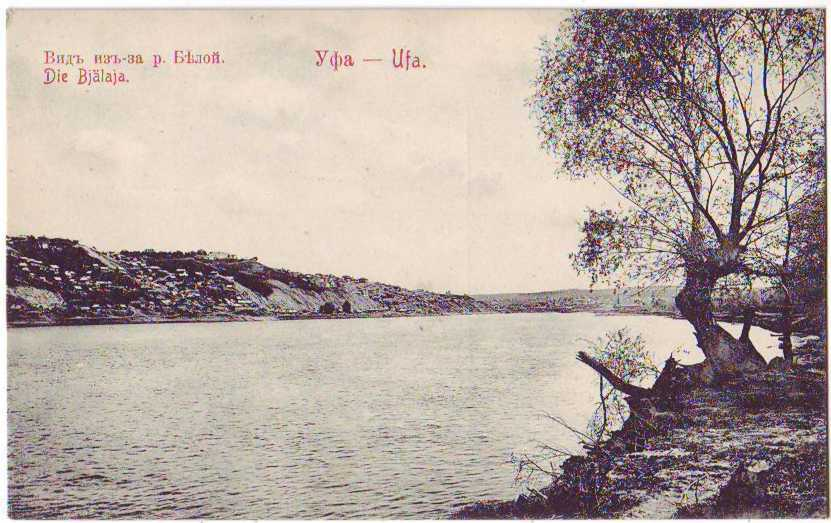
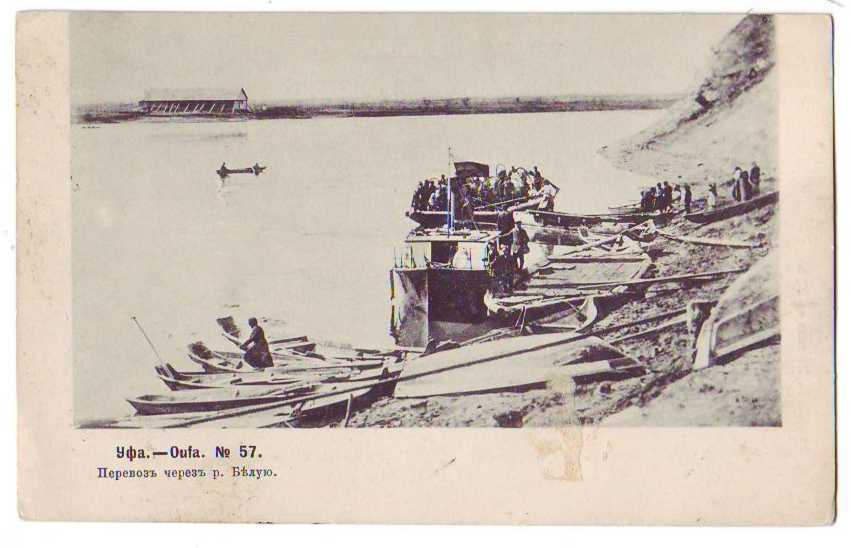
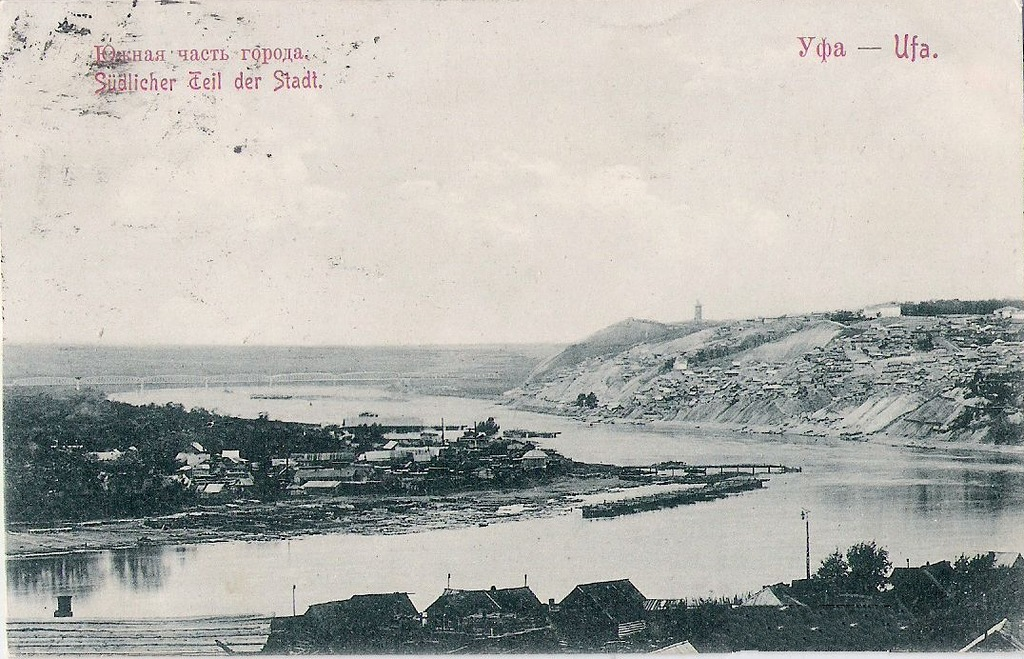

## Достопримечательности
Верховья реки Белой — популярное место водного туризма.
Поскольку река весьма протяжённая, по берегам её встречается масса достопримечательностей. Это бывшие железоделательные заводы Белорецка и Каги, большое количество пещер в верхнем течении (в том числе Капова пещера), бывшая соляная пристань Стерлитамак и крепость Табынск.

## Данные водного реестра
По данным государственного водного реестра России относится к Камскому бассейновому округу, водохозяйственный участок реки — Белая от истока до водомерного поста Арский Камень, речной подбассейн реки — Белая. Речной бассейн реки — Кама.
Код объекта в государственном водном реестре — 10010200112111100016731.

## Галерея

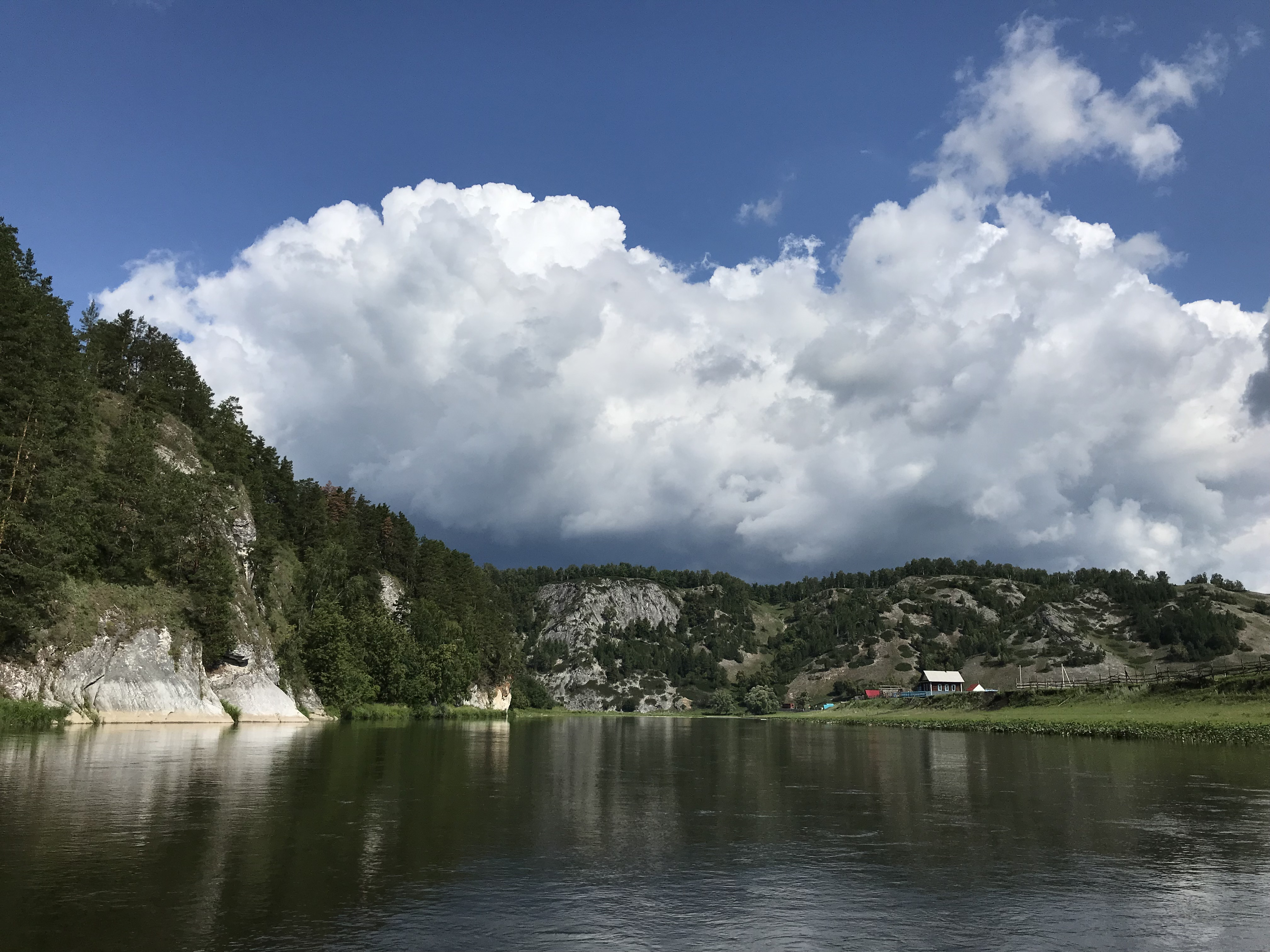
Река Белая у деревни Ишдавлетово
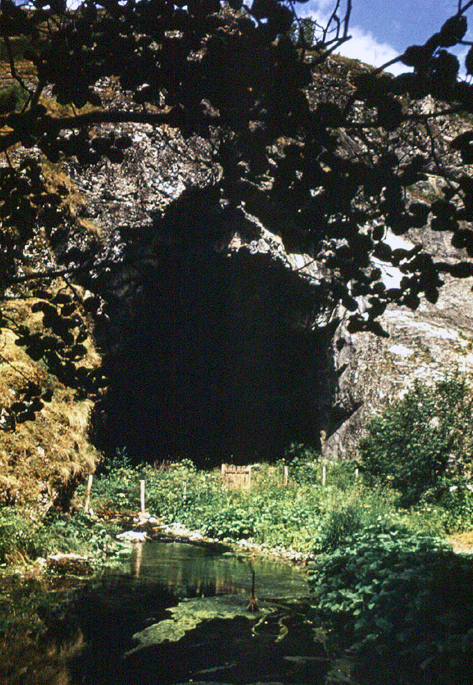
Среднее течение реки. Вход в Капову пещеру
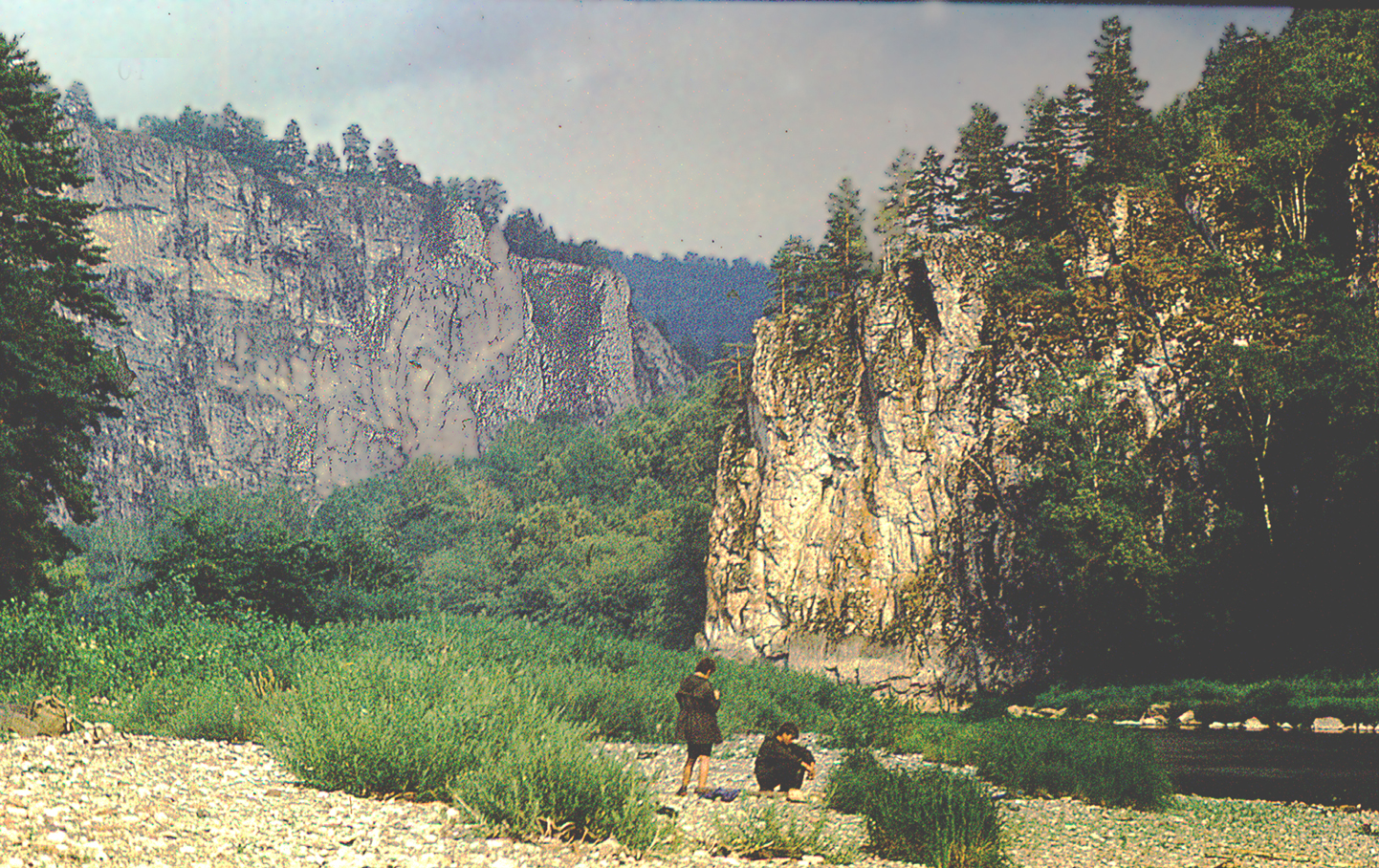
Белая в среднем течении
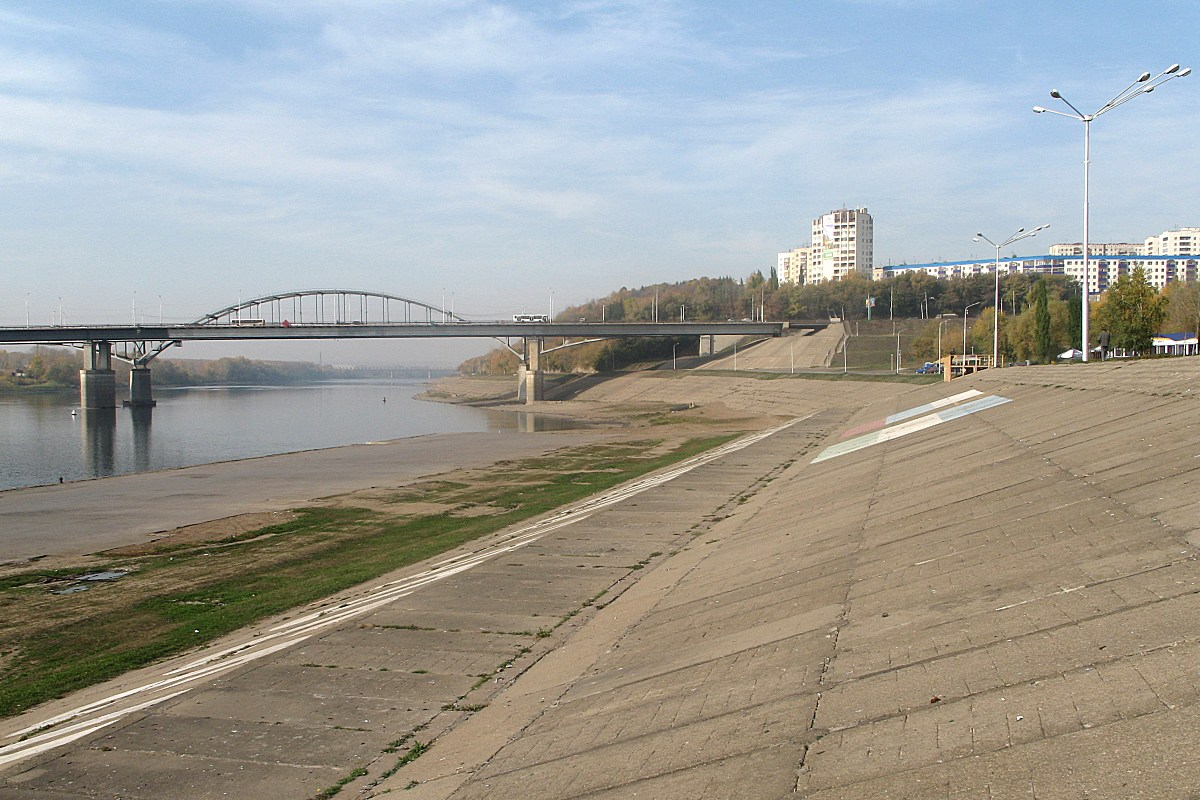
Набережная Белой в Уфе
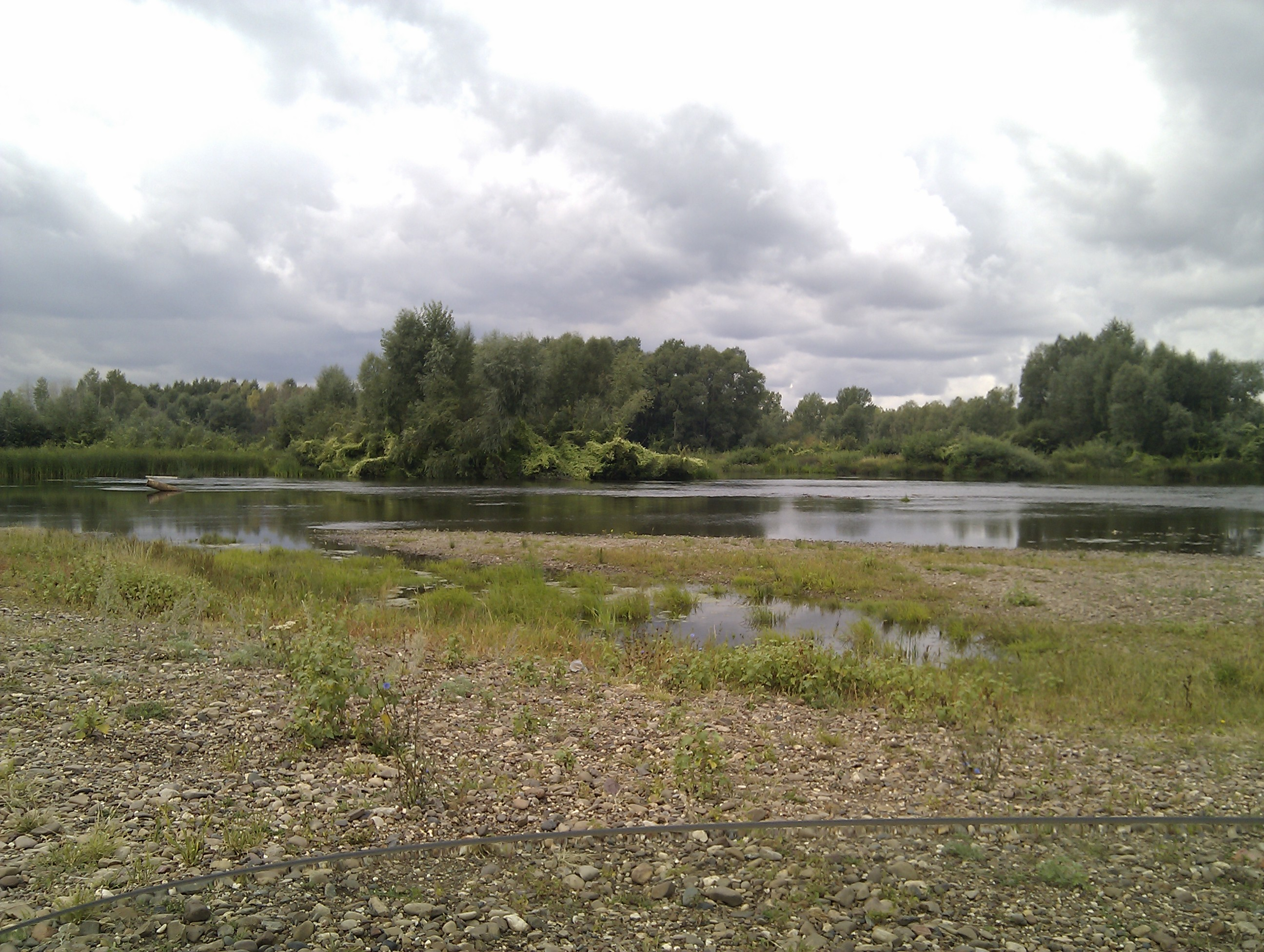
Белая в городе Ишимбае
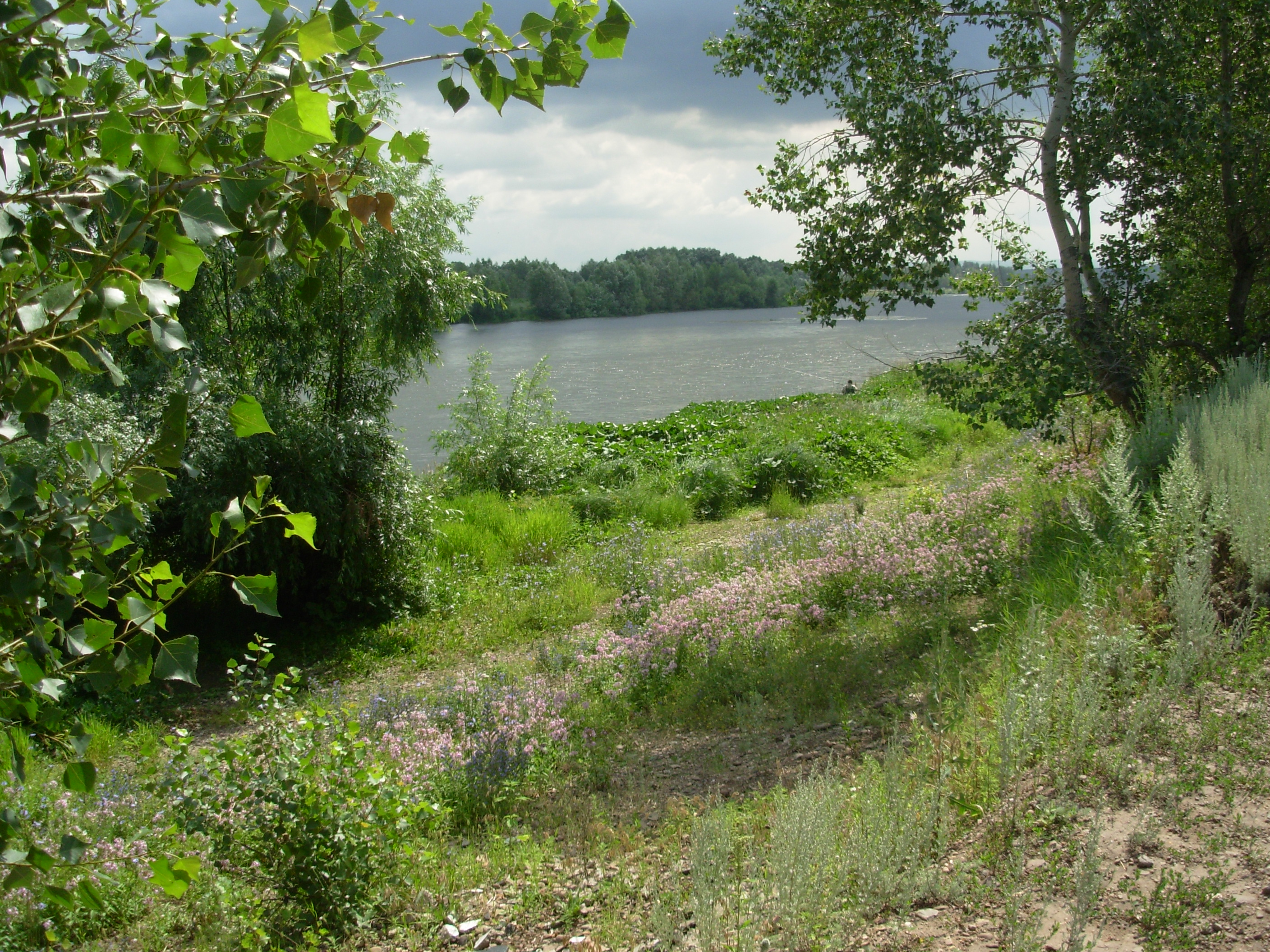
Белая в Салавате
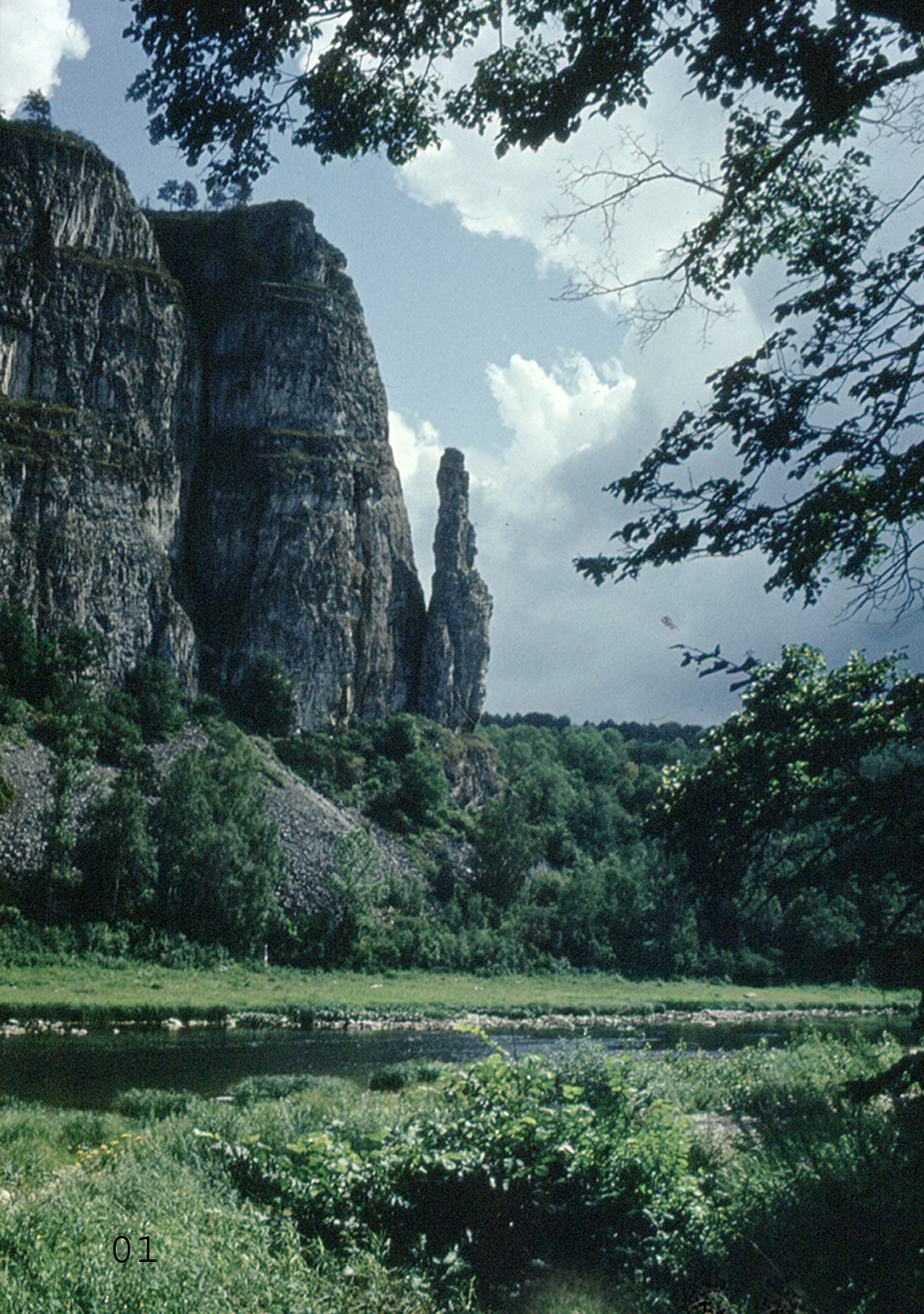
Среднее течение реки
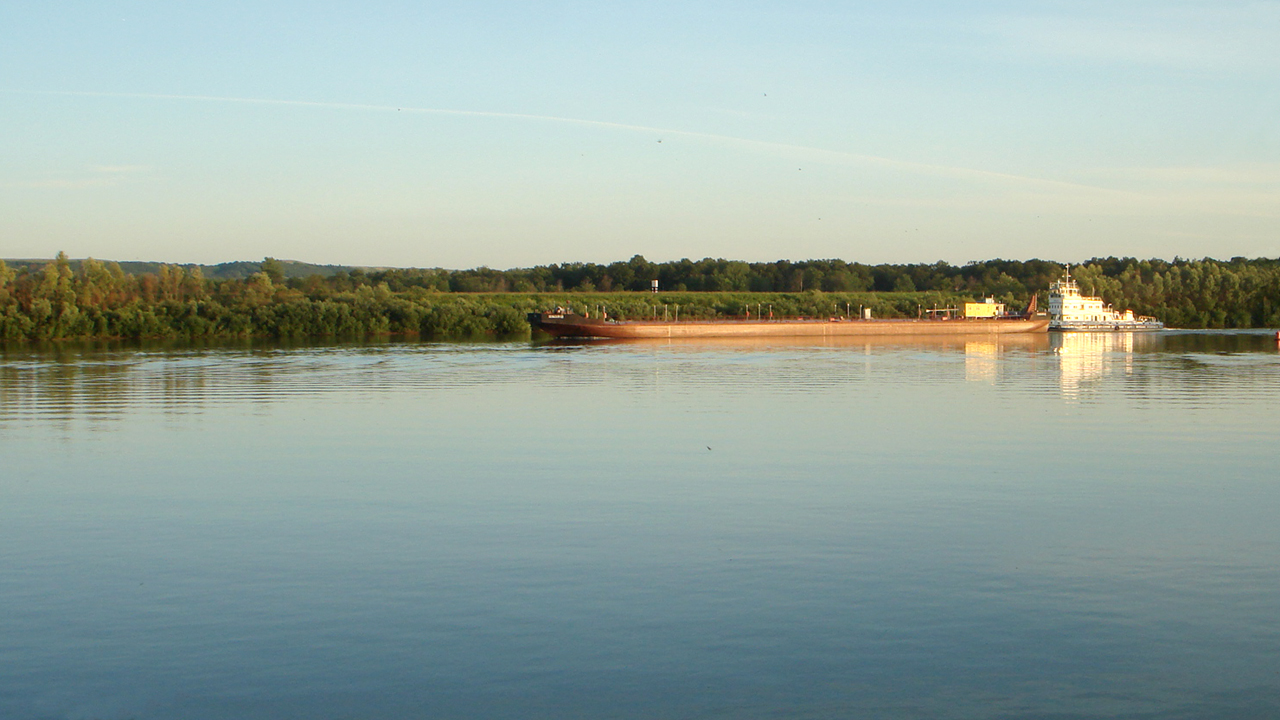
Баржи на Белой под Бирском
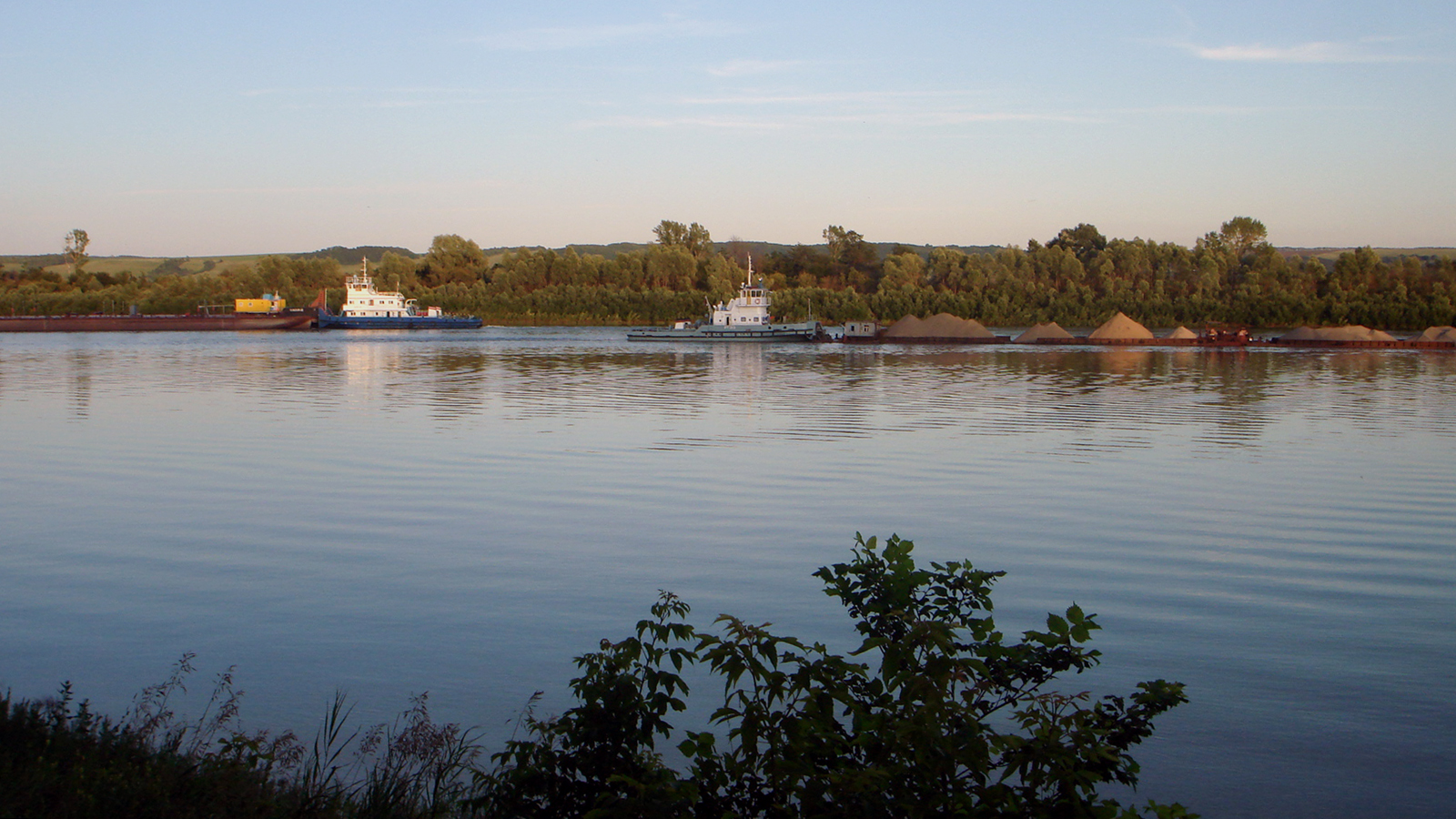
Баржи на Белой под Бирском
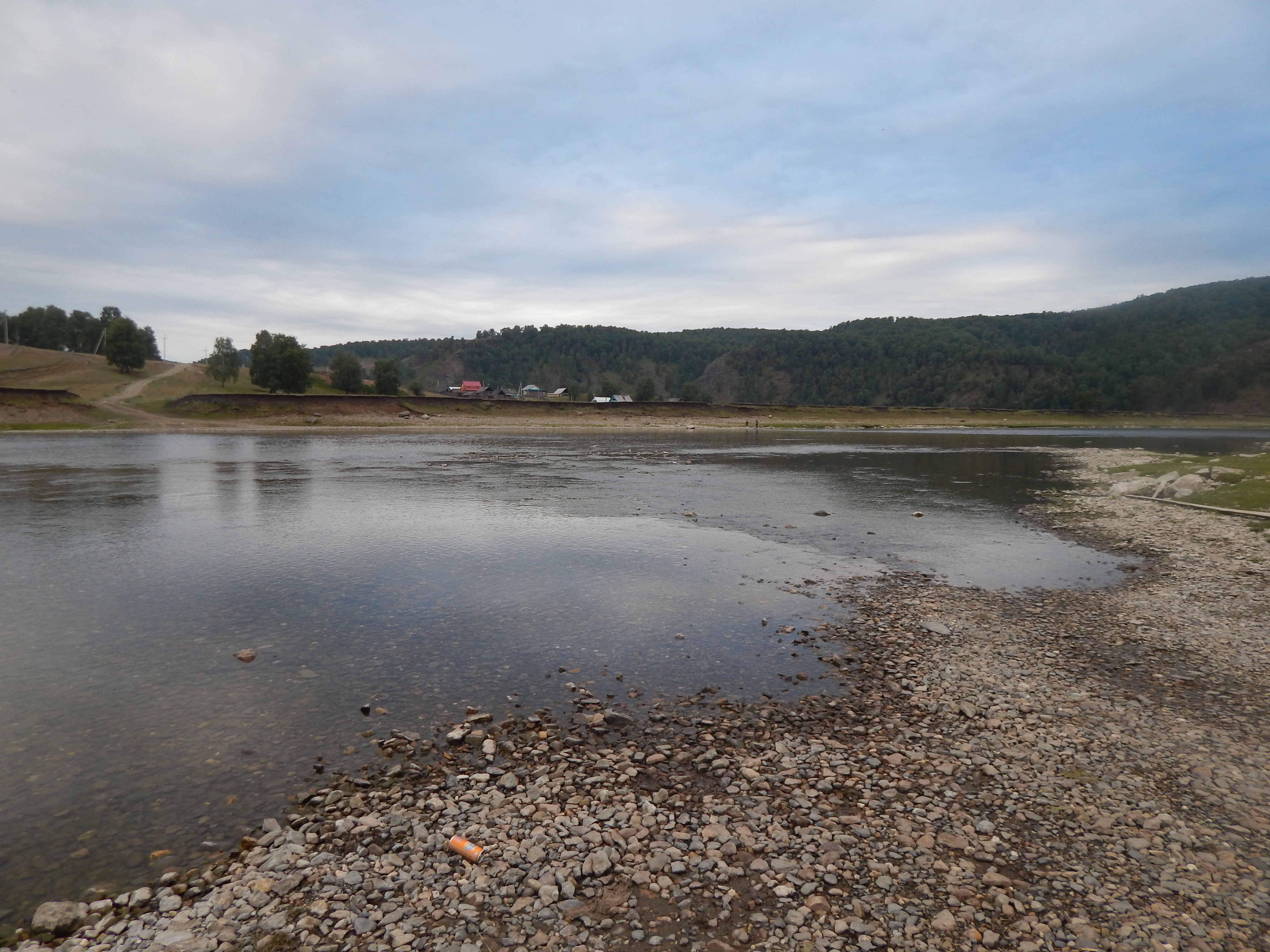